# Michael Sorvino
Michael Sorvino (Tenafly, 21 novembre 1977) è un attore e doppiatore statunitense.

## Biografia
Michael è figlio di Paul Sorvino e Lorena Davis, nonché fratello di Mira Sorvino e Amanda Sorvino. Si è diplomato presso la Tenafly High School (situata nella sua cittadina natale) nel 1996, la stessa scuola di altri attori famosi come Ed Harris e Carol Potter. È stato membro del Club Drama e preformato in molte produzioni delle scuole superiori. Ha doppiato molti personaggi dei videogiochi come Thomas Angelo di Mafia: The City of Lost Heaven.

## Filmografia
- I Soprano (The Sopranos) – serie TV, 5 episodi (2006)
- Blade - La serie (Blade: The Series) – serie TV, 10 episodi (2006)
- Criminal Minds – serie TV, 1 episodio (2008)
- 90210 – serie TV, 32 episodi (2009-2012)